# أندي فيريل
أندي فيريل (بالإنجليزية: Andy Ferrell) هو لاعب كرة قدم بريطاني في مركز الوسط، ولد في 9 يناير 1984 في نيوكاسل أبون تاين في المملكة المتحدة. لعب مع نادي بارو ونادي غيتزهد ونادي كيدرمينستر هاريرز لكرة القدم ونادي هيرفورد ونادي واتفورد ونادي يورك سيتي.

## وصلات خارجية
- أندي فيريل على موقع قاعدة بيانات كرة القدم.إي يو (الإنجليزية)
- أندي فيريل على موقع Soccerbase.com (لاعب) (الإنجليزية)
- أندي فيريل على موقع Soccerway.com (الإنجليزية)